# Locum tenens
Le terme locum tenens, ou son abréviation locum (littéralement « lieu-tenant » en latin, c'est-à-dire « personne tenant lieu de »), désigne une personne habilitée à exercer une fonction, en l'absence ou en l'attente d'un titulaire.
La forme abrégée locum est plus courante en Australie, au Canada, en Nouvelle-Zélande, en Afrique du Sud et au Royaume-Uni. Son pluriel locums est préféré au pluriel latin loca.
Aux États-Unis, la forme complète locum tenens (au pluriel : locum tenentes) est préférée.
En France, on utilise plus facilement le terme remplaçant, sauf dans les métiers du droit.
Par exemple :
- Locum doctor, dans les pays anglo-saxons, est un docteur qui travaille à la place d'un autre docteur absent. En France on utilise plutôt l'expression « docteur remplaçant »
- Locum tenens est utilisé dans la hiérarchie de l'Église orthodoxe russe pour désigner celui qui dirige le patriarcat sans en avoir le titre.

Plus généralement, les professions qui utilisent des locums ou remplaçants sont, de manière non exhaustive :
| Médecine - Dentiste - Chiropracteur - Sage-femme - Opticien - Optométriste - Infirmier - Pharmacien - Médecin - Médecin généraliste - Médecin spécialiste - Chirurgien - Vétérinaire | Droit - Juge - Avocat - Paralégal | Autres - Comptable - Barbier - Prêtre - Pompier - Policier - Enseignant |